# 非合法移民機関
非合法移民機関（ひごうほういみんきかん：ヘブライ語'המוסד לעלייה ב）とは、イスラエル建国前の国際連盟イギリス委任統治領パレスチナのイシューブ（ユダヤ人社会）の軍事組織ハガナーの秘密機関。主にヨーロッパからユダヤ人移民輸送を秘密裏に行った。ヘブライ語読みは、ハ‐モサッド・レ‐アリヤー・ベート。

## 背景
1930年代初頭のナチス・ドイツ台頭により、ヨーロッパに於いてユダヤ人迫害の嵐が吹き荒れた。また、同時期不景気が続いた米国は移民全般の受け入れを制限。さらに、1936年から39年まで続いたパレスチナ・アラブの大乱以降、イギリスはパレスチナに於いてユダヤ人移民を著しく制限した。これはユダヤ人存続に危機的状況であった。
それを受けて、イシューブの軍事組織ハガナーは、ユダヤ人を秘密裏にパレスチナに移送するために非合法移民機関（ハ-モサッド・レ-アリヤー・ベート）を創設した。シャウル・アヴィグールが機関長に就任した。
イスラエル建国後、その活動は1952年創設のユダヤ人連絡庁とイスラエル諜報特務庁（モサッド）の通称「ビツール（ביצור）」局に受け継がれた。